# Wallander – Blodsband
Wallander – Blodsband är en svensk thriller från 2006. Det är den elfte filmen i den första omgången med Krister Henriksson som Kurt Wallander. Filmen utgavs på DVD den 25 oktober 2006.

## Handling
I hytten på en båt påträffas stora mängder blod men ingen kropp. Man misstänker att en kvinna mördats och sedan har kroppen dumpats någon annanstans. Spåren leder till en gård där kvinnan haft sin häst.

## Rollista (urval)
- Krister Henriksson – Kurt Wallander
- Johanna Sällström – Linda Wallander
- Ola Rapace – Stefan Lindman
- Mats Bergman – Nyberg
- Fredrik Gunnarsson – Svartman
- Ove Wolf – Oskar Ung
- Fyr Thorwald – Roger Riis
- Jonatan Blode – Micke Petterson
- Camilla Larsson – Jeanette Petterson
- Simon Norrthon – Pierre Hedman
- Saga Gärde – Anki Hedman
- Åsa Persson – Marie Ohlsson
- Bo Andersson – Jonas Ohlsson
- Karin Bergquist – Louise Dyrander
- Karl Oscar Törnros – Holger Molander
- Katrin Melin – fängelsevakt
- Bosse Olausson – Bosse, trafikpolis
- Oscar Rozijn – Benjamin Ung
- Siw Erixon – läkare
- Göran Aronsson – Grönqvist